# 매리 트린
매리 트린(Mary Treen, 1907년 3월 27일 ~ 1989년 7월 20일)은 미국의 배우, 텔레비전 배우, 영화배우, 연극 배우이다.

## 영화
- 굿바이, 프랭클린 하이 (1978년)
- 세계에서 가장 힘센 남자 (1975년)
- 파라다이스 (1966년)
- 아카풀코의 추억 (1963년)
- 걸스! 걸스! 걸스! (1962년)
- 아다 (1961년)
- 심부름 소년 (1961년)
- 보난자 (1959년)
- 캐리어 (1959년)
- 도나 리드 쇼 (1958년)
- 록-어-바이 베이비 (1958년)
- 번들 오브 조이 (1956년)
- 디즈니랜드 (1954년) - 드레스 삽 오너 역
- 렛츠 두 잇 어게인 (1953년)
- 캐디 (1953년)
- 더 스투지 (1952년)
- 세일러 비워 (1952년) - 진저 역
- 스윙 퍼레이드 1946 (1946년)
- 멋진 인생 (1946년) - 코신 틸리 역
- 쉬 우든트 세이 예스 (1945년)
- 데이 갓 위 컨버드 (1943년)
- 탱크 유어 럭키 스타스 (1943년)
- 히트 퍼레이드 오브 1943 (1943년)
- 데이 올 키시드 더 브라이드 (1942년)
- 트루 투 더 아미 (1942년)
- 쉽 아호이 (1942년)
- 록시 하트 (1942년)
- 비트윈 어스 걸스 (1942년)
- 영웅의 여자 (1942년)
- 뉴올리언스의 불빛 (1941년)
- 쓰리 스마트 걸 그로우 업 (1939년)
- 퍼스트 러브 (1939년)
- 베이비 인 암스 (1939년)
- 샐리, 아이린 앤 메리 (1938년)
- 스윙 잇, 세일러! (1938년)
- 더 캡틴스 키드 (1936년)
- 싱잉 키드 (1936년)
- 케인 앤 마블 (1936년)
- 페이지 미스 글로리 (1935년) - 뷰티 삽 오퍼레이터 역
- 아이 파운드 스텔라 패리시 (1935년)
- 고 인투 유어 댄스 (1935년)
- 쉽메이트 포에버 (1935년)
- 해피니스 어헤드 (1934년) - 밥스 코미디언 프렌드 역
- 비에니즈 나이츠 (1930년)